# Ctenoplus rufoantennatus
Ctenoplus rufoantennatus là một loài bọ cánh cứng trong họ Elateridae. Loài này được Fuller & Platia miêu tả khoa học năm 2006.